# Tver (tỉnh)

Tver Oblast hay tỉnh Tver (tiếng Nga:Тверска́я о́бласть, Tverskaya oblast) là một chủ thể liên bang của Nga (một tỉnh). Trung tâm hành chính là thành phố Tver. Thời Liên Xô, tỉnh có tên là tỉnh Kalinin.
Tỉnh Tver là một vùng có nhiều hồ, như Seliger và Brosno. Phần lớn diện tích còn lại là vùng đồi Valdai, nơi Volga, Tây Dvina và Dnieper bắt nguồn.
Tỉnh Tver là một trong những khu vực du lịch của Nga với cơ sở hạ tầng du lịch hiện đại. Ngoài ra còn có nhiều thị trấn lịch sử: Torzhok, Toropets, Zubtsov, Kashin, Vyshny Volochyok, và Kalyazin. Lâu đời nhất trong số này là Rzhev, chủ yếu được biết đến với các Trận đánh Rzhev trong Thế chiến II. Staritsa là thủ phủ của công quốc appanage cuối cùng ở Nga. Ostashkov là một trung tâm du lịch lớn.

## Liên kết
Tư liệu liên quan tới Tver Oblast tại Wikimedia Commons
- (tiếng Nga) Official website of Tver Oblast Lưu trữ ngày 16 tháng 5 năm 2011 tại Wayback Machine